# Hell and High Water
Hell and High Water és un drama estatunidenc del 1954 dirigit per Samuel Fuller, sobre la Guerra freda protagonitzat per Richard Widmark, Bella Darvi i Victor Francen. La pel·lícula es va fer en Cinemascope en l'espai limitat d'un submarí.
Inicialment, França va prohibir la pel·lícula, ja que havia prohibit les pel·lícules polítiques sobre l'URSS, i un cert nombre de països europeus eren sensibles a pel·lícules de temes polítics i van denegar permisos d'exhibició, cosa que va provocar la ira dels EUA o la Unió Soviètica.
Darryl F. Zanuck va dir a directors que tenien reserves en treballar amb el CinemaScope que la seva cinquena pel·lícula " si es pot utilitzar aquí, es pot utilitzar arreu". Fuller va generar una situació de claustrofòbia en una pantalla gran.

## Argument
Abans dels crèdits, una veu en off narra:
| « | A l'estiu de 1953, es va anunciar que una bomba atòmica d'origen estranger havia explotat en algun lloc fora dels Estats Units. Immediatament s'indicava que aquesta reacció atòmica, segons informes científics, s'havia originat en una àrea remota en aigües del Nord del Pacific, en algun lloc entre el nord de les Illes del Japó i el Cercle Polar Àrtic. Aquesta és la història d'aquella explosió. | » |

El 1953, el famós científic francès Montel (Victor Francen) desapareix. Les autoritats creuen que ell i altres quatre científics havien desertat darrere del Teló d'acer.
Mentrestant, l'antic comandant del submarí SS-287 de l'Armada dels EUA Adam Jones (Richard Widmark) arriba a Tòquio després de rebre un paquet misteriós que conté 5.000 dòlars. Jones troba Montel i els seus col·legues, un grup de científics, homes de negocis, i estadistes que sospiten que la Xina Comunista està construint una base atòmica secreta en una illa en algun lloc cap al nord del Japó. Han d'aconseguir proves i així Montel ofereix uns altres 45.000 dòlars a Jones si comanda un vell submarí japonès per seguir el vaixell de càrrega xinès Kiang Ching, que ha estat fent lliuraments sospitosos en aquella àrea. Jones accepta amb reticències - a condició que el submarí està armat, i que se li permet també contractar alguns dels seus anteriors companys de tripulació de l'armada.

## Repartiment
- Richard Widmark: capità Adam Jones
- Bella Darvi: Denise Montel
- Victor Francen: Prof. Montel
- Cameron Mitchell: 'Ski' Brodski
- Gene Evans: Cap Holter
- David Wayne: Tugboat Walker
- Stephen Bekassy: Neuman
- Richard Loo: Hakada Fujimori

## Rebuda
En la seva crítica al The New York Times, l'articulista Bosley Crowther citava el prefaci, que implicava que la pel·lícula estava basada en fets reals, d'acord amb la Casa Blanca i els anuncis de la Comissió d'Energia atòmica sobre una explosió atòmica en territori comunista.

## Premis i nominacions

### Premis
- 1954. Globus d'Or a la nova promesa femenina per Bella Darvi

### Nominacions
- 1955. Oscar als millors efectes visuals